# Ellen DeGeneres

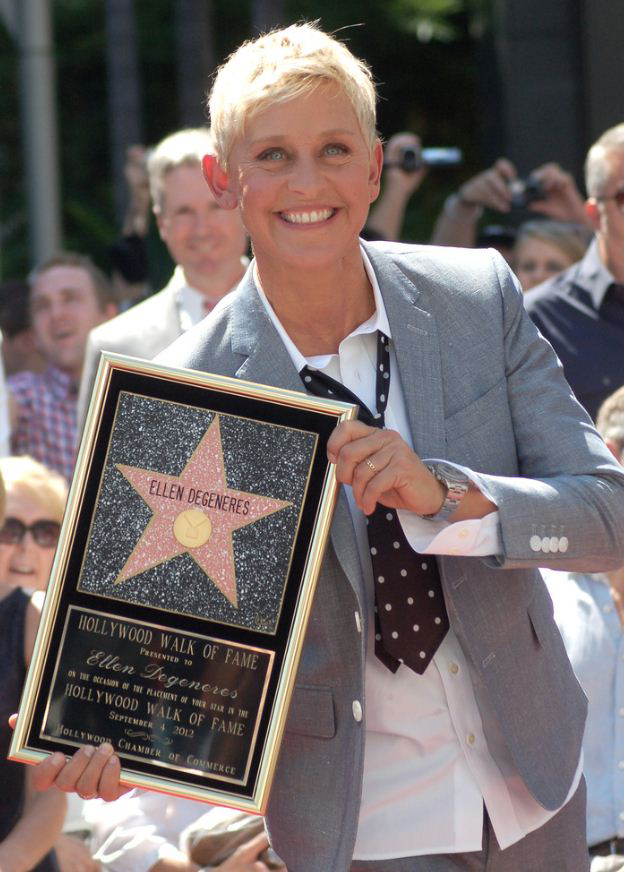
Ellen DeGeneres în 2012

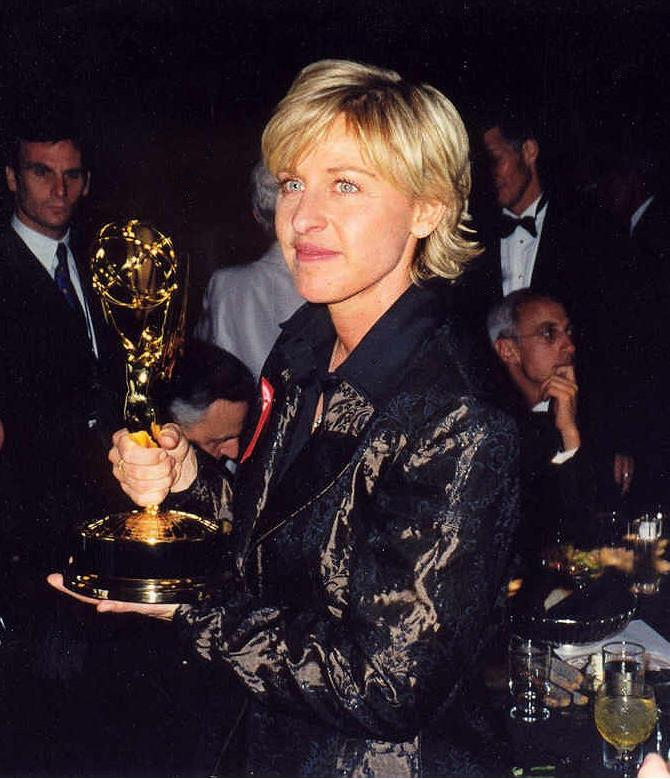
Ellen DeGeneres

Ellen Lee DeGeneres (n. 26 ianuarie 1958, Metairie, parohia Jefferson, Louisiana, SUA) este o actriță și moderatoare americană.
S-a remarcat prin activismul pentru drepturile persoanelor LGBT, ea însăși fiind lesbiană. Este căsătorită, din 2008, cu actrița americană Portia de Rossi. Este gazda emisiunii „The Ellen DeGeneres Show”.
A jucat în sitcomul Ellen din 1994 până în 1998,după care a devenit gazda emisiunii The Ellen Degeneres Show din 2003 și până în prezent.
Cariera sa în stand-up comedy a început prin anii 1980, atingând apogeul în anul 1986, când a apărut în emisiunea lui Johnny Carson (eng. The Tonight Show Starring Johnny Carson) A comparat-o cu Bob Newhart, urmând ca mai apoi să o invite să ia parte la emisiune. DeGeneres a fost prima femeie care a fost invitată de faimosul Bob Newhart, într-o perioadă când acest lucru era considerat rar. În ceea ce privește cariera în film, aceasta a jucat în  Mr. Wrong(1996) , EDtv(1999) The Love Letter (1999) și a fost vocea lui Dory în animația Finding Nemo (2003), pentru care a câștigat Saturn Award for Best Supporting Actress, fiind prima actriță care a câștigat acest premiu. În anul 2010 a fost jurat la emisiunea  American Idol, sezonul 9.
În 1997 a confesat publicului larg că este lesbiană în emisiunea lui Oprah Winfrey (eng. The Oprah Winfrey Show). La scurt timp după aceea, personajul pe care-l juca, Ellen Morgan, i-a spus psihiatrului ei, care era jucat de Winfrey, despre orientarea sa sexuală. Astfel, serialul a continuat să aducă în discuție probleme legate de comunitatea LGBT, incluzând și procesul de a recunoaște și a spune cu voce tare acest lucru.
DeGeneres a fost gazda premiilor Grammy (eng. Grammy Awards), Emmy ( eng.Primetime Emmys) și Oscar (eng.Academy Awards). Este autoare a trei cărți, are propria companie de înregistrări, Eleveneleven. De asemenea, a câștigat 13 premii Emmy, 14 People''s Choice Awards, precum și alte premii pentru actele de caritate pe care le-a făcut.